# Estación Omotesandō

Estación Omote-sando (表参道駅 Omote-sandō-eki?) es una estación del Metro de Tokio ubicada en la intersección de Omotesandō ( Avenida Omotesandō) y Aoyama-dori (calle Aoyama) en Aoyama, Minato, Tokio, Japón. Parte de las plataformas de la línea Chiyoda se extiende hasta el barrio de Shibuya.

## Servicios
La estación es servido por las siguientes líneas
- Línea Ginza (G-02)
- Línea Chiyoda (C-04)
- Línea Hanzomon (Z-02)

## Disposición de la estación
Hay tres niveles en esta estación:
- B1: Plataformas de las líneas Ginza y Hanzomon
- B2: Sala de boletos / validadores / vestíbulo principal
- B3: andenes de la línea Chiyoda

Todas las plataformas son accesibles para sillas de ruedas. Hay intercambio entre plataformas en la misma dirección entre las líneas Ginza y Hanzomon, lo que lo convierte en un punto de transferencia conveniente en la sección Aoyama-dōri de estas líneas. Los pasajeros que deseen cambiarse a las líneas de JR East o a la Línea Keio Inokashira en Shibuya a menudo cambian a la línea Ginza aquí; aquellos que quieran la Linea Tokyu Toyoko, la Línea Fukutoshin o la Linea Tokyu Den-en-toshi cambian a la Hanzomon Line. Los pasajeros de la línea Ginza/Hanzomon deben salir de la estación bajando a las puertas de boletos; no pueden subir directamente a la calle.

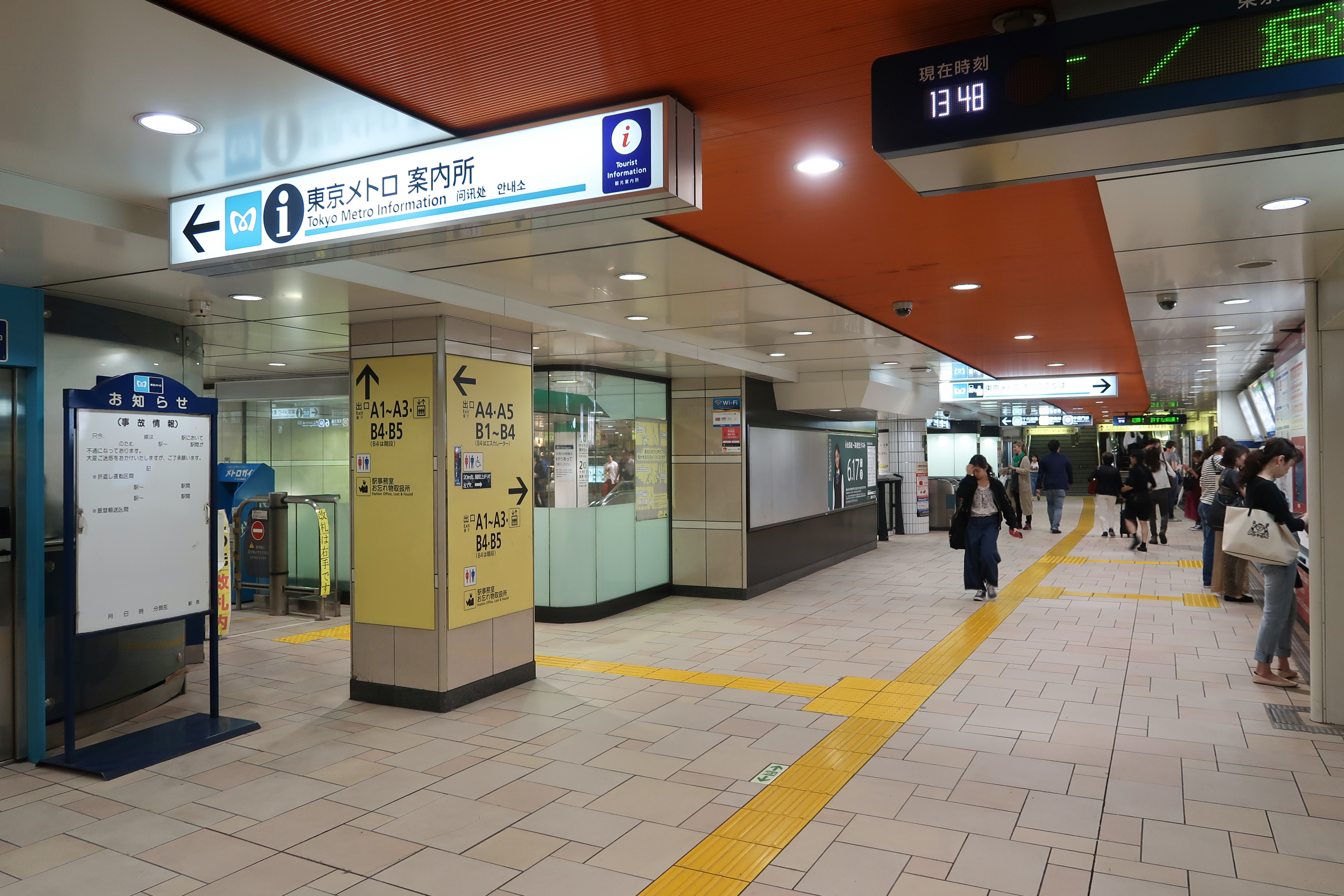
Vestibulo de la línea Chiyoda, 2018

## Plataformas
La estación de la línea Chiyoda tiene un andén central y dos vías. La estación de las Líneas Ginza y Hanzomon tienen dos andenes centrales y cuatro vías. Hay intercambios entre plataformas en la misma dirección en la estación de las líneas Ginza y Hanzomon. Todos los andenes poseen puertas de andén

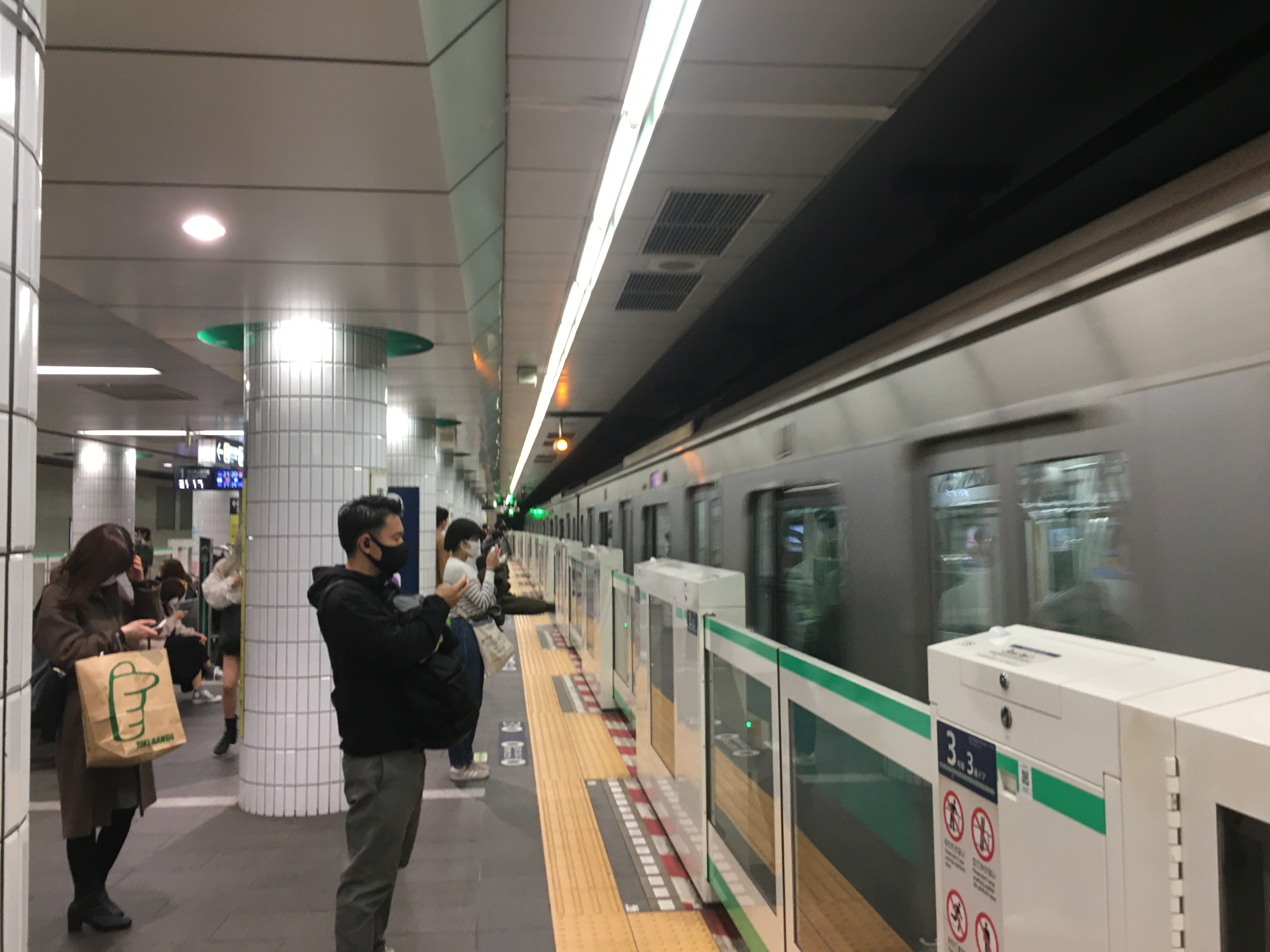
Andenes de la linea Chiyoda, 2021
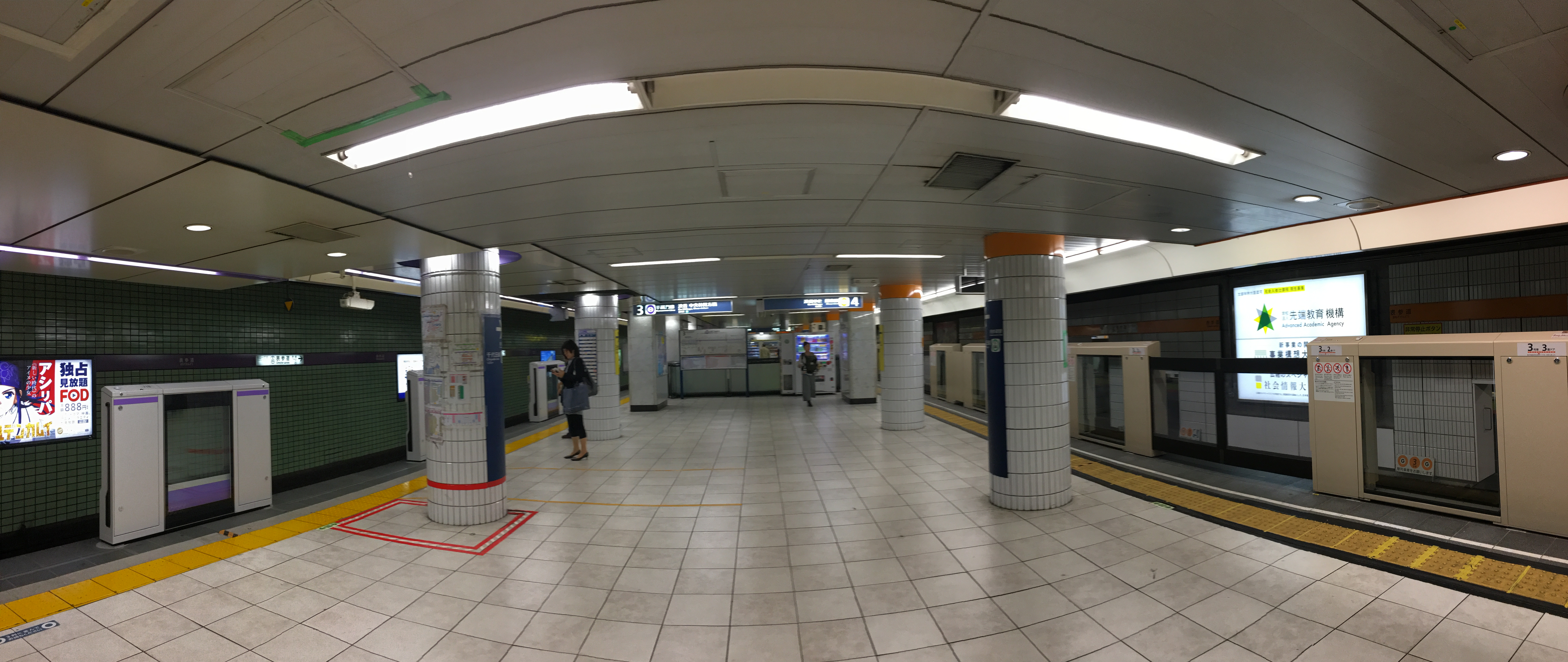
Cambio de anden entre las lineas Ginza y Hanzomon, 2018

## Historia
La estación se inauguró como terminal del Ferrocarril Rápido de Tokio desde Toranomon como Aoyama-rokuchōme Station (青山六丁目駅?) el 18 de noviembre de 1938, en un sitio de aprox. 180 m al suroeste de su ubicación actual (entre la estación actual y la estación de Shibuya). Se convirtió en una estación de paso más tarde ese año cuando la sección a Shibuya se inauguró el 20 de diciembre. Cuando los servicios de paso del Ferrocarril Subterráneo de Tokio (desde Asakusa) comenzaron el 16 de septiembre de 1939, la estación cambió de nombre a Jingūmae Station'  (神宮前駅Jingūmae Station' '?). Esto la convierte en la única estación de metro de Tokio que ha sido renombrado dos veces.[¿cuándo?]
Los andenes de la línea Chiyoda en la estación Omotesando se abrieron el 20 de octubre de 1972; el nombre Omotesando se usó para evitar confusiones con la Estación Meiji-Jingūmae, la siguiente parada en la Línea Chiyoda hacia Yoyogi-Uehara. De 1972 a 1977, Omotesando y Jingumae fueron estaciones separadas para las líneas Chiyoda y Ginza, respectivamente. En 1977, la línea Ginza se trasladó a una estación temporal en el lado noreste de la estación Omotesando, a la espera de que se completaran las plataformas de la línea Hanzomon. Las nuevas plataformas de las líneas Hanzomon y Ginza se abrieron el 1 de agosto de 1978. El espacio utilizado para la antigua estación Jingumae sigue siendo visible desde el túnel de la línea Ginza a partir de 2015.
Las instalaciones de la estación fueron heredadas por Tokyo Metro después de la privatización de la Autoridad de Tránsito Rápido de Teito (TRTA) en 2004.

## Estaciones adyacentes
| «                                                                                          | «                                                                                          | Servicio           | »                          | »                          |
| Metro de Tokio                                                                             | Metro de Tokio                                                                             | Metro de Tokio     | Metro de Tokio             | Metro de Tokio             |
| Línea Ginza (G-02)                                                                         | Línea Ginza (G-02)                                                                         | Línea Ginza (G-02) | Línea Ginza (G-02)         | Línea Ginza (G-02)         |
| ------------------------------------------------------------------------------------------ | ------------------------------------------------------------------------------------------ | ------------------ | -------------------------- | -------------------------- |
| Shibuya                                                                                    | Shibuya                                                                                    |                    | Gaiemmae (a Asakusa)       | Gaiemmae (a Asakusa)       |
| Línea Chiyoda (C-04)                                                                       |                                                                                            |                    |                            |                            |
| Seijogakuen-mae (Servicio reciproco a través de la línea Odakyu Odawara a Katase-Enoshima) | Seijogakuen-mae (Servicio reciproco a través de la línea Odakyu Odawara a Katase-Enoshima) | Romancecar         | Kasumigaseki (a Kita-senju | Kasumigaseki (a Kita-senju |
| Meiji-jingumae (a Yoyogi-uehara)                                                           | Meiji-jingumae (a Yoyogi-uehara)                                                           | Local              | Nogizaka (a Kita-Ayase)    | Nogizaka (a Kita-Ayase)    |
| Línea Hanzomon (Z-02)                                                                      |                                                                                            |                    |                            |                            |
| Shibuya                                                                                    | Shibuya                                                                                    |                    | Aoyama-itchome (a Oshigae) | Aoyama-itchome (a Oshigae) |